# Tulia (Texas)
Tulia is een plaats (city) in de Amerikaanse staat Texas, en valt bestuurlijk gezien onder Swisher County.

## Demografie
Bij de volkstelling in 2000 werd het aantal inwoners vastgesteld op 5117.
In 2006 is het aantal inwoners door het United States Census Bureau geschat op 4717, een daling van 400 (-7,8%).

## Geografie
Volgens het United States Census Bureau beslaat de plaats een oppervlakte van
9,2 km², geheel bestaande uit land. Tulia ligt op ongeveer 1062 m boven zeeniveau.

## Plaatsen in de nabije omgeving
De onderstaande figuur toont nabijgelegen plaatsen in een straal van 36 km rond Tulia.